# Umbra et Imago

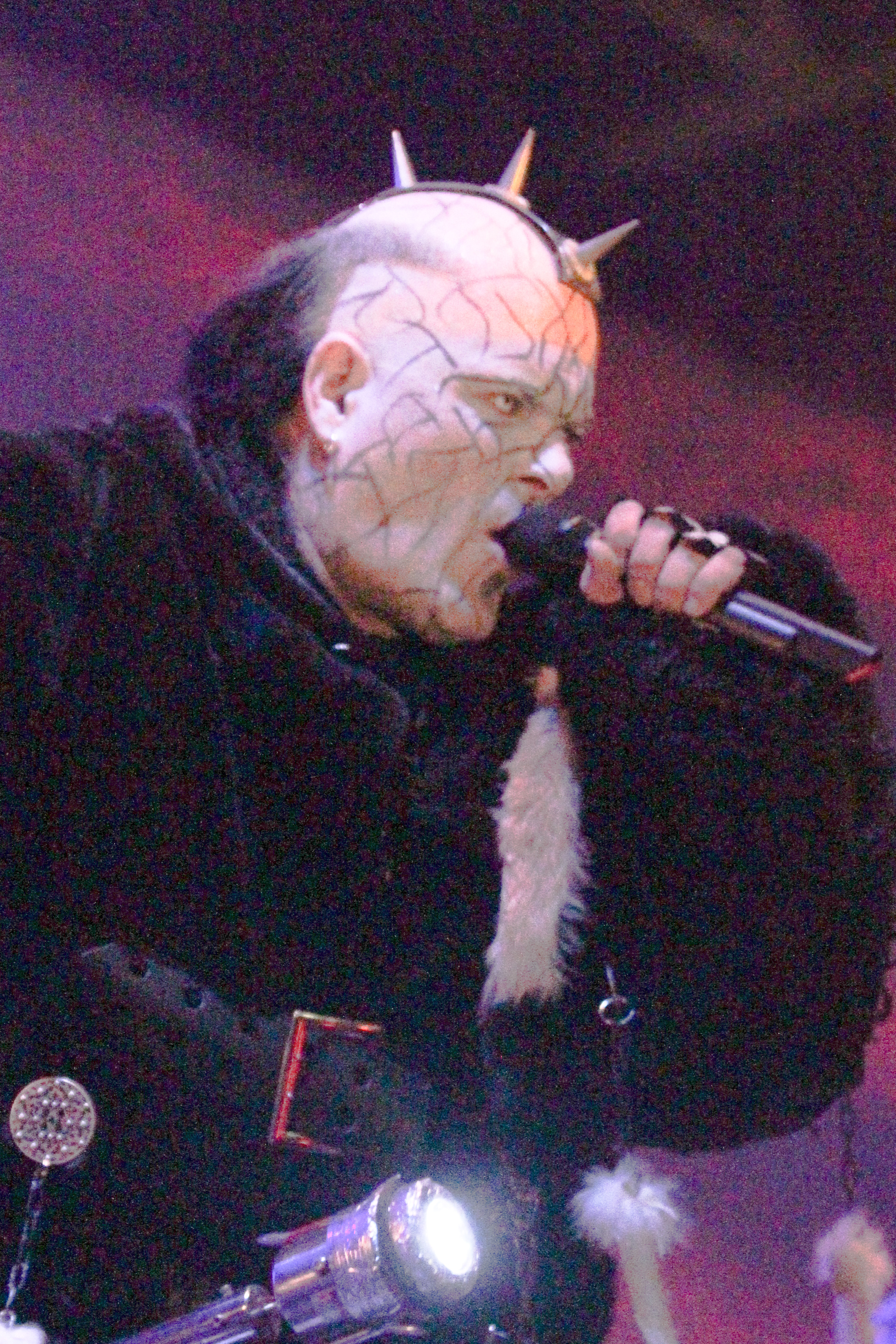
Wave-Gotik-Treffen 2014

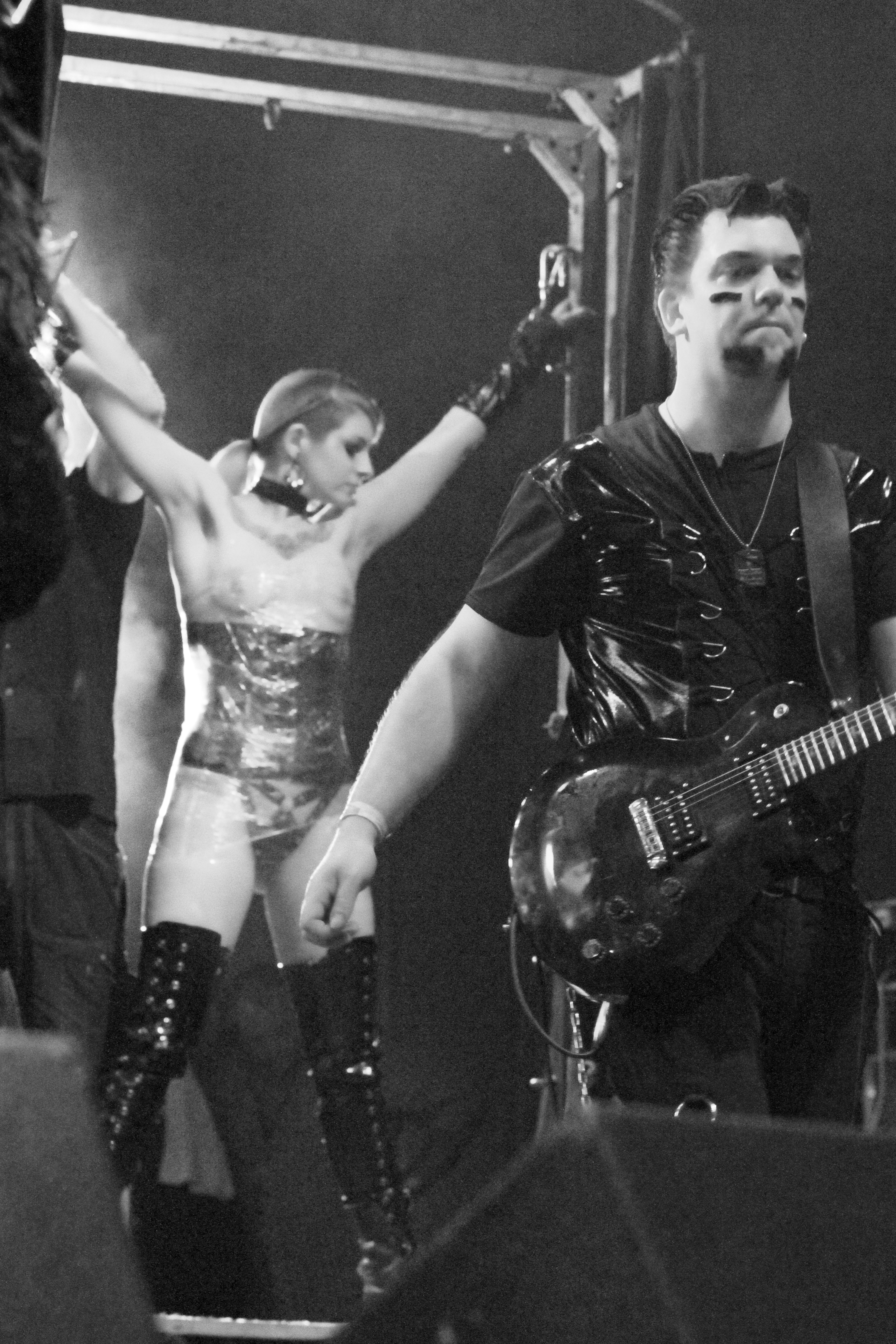
Wave-Gotik-Treffen 2014

Umbra et Imago is een Duitse Neue Deutsche Härte-/gothic-metal-band, die in 1991 werd opgericht.
De naam Umbra et Imago is Latijn voor „de schaduw en het beeld“. Het enige vaste lid van de groep is de zanger, bekend als 'Mozart'. In haar oorspronkelijke opstelling bestond de band verder uit Michael Gillian, Torsten B en 'Nail'. In 1995 veranderde de bezetting grondig, wat ook een invloed op het geluid had; Freddy Stürze was tot 2003 als gitarist aan Umbra et Imago verbonden.
Van in den beginne had de band voor- en tegenstanders: de keuze van hun onderwerpen was vaak controversieel, en hun belangrijkste thema is in wezen de freudiaanse opvatting van seksualiteit als algemene drijfveer. Bijzonder opvallend waren echter hun optredens, die steeds een grootse show met sm-acts inhielden. Hun eerste album, Träume, Sex und Tod, verscheen in 1992. Ze maakten veelvuldig van gastmuzikanten gebruik, die dan ook de stijl beïnvloedden. De ongewone band heeft een excentriek imago; dikwijls worden hun optredens afgelast.
Qua genre was Umbra et Imago aanvankelijk elektronische muziek; vanaf 1995 kwam de klemtoon sterker op gitaren te liggen, en de sound evolueerde geleidelijk richting metal, al is het nooit volledig een metal-band geworden: muzikaal en tekstueel is het uitgangspunt gothic gebleven, zij het soms met harde riffs en een rauwe zangstijl. Voor de zaalshows begon Umbra et Imago vanaf 1995 een beroep op modellen te doen; ze ontpopten zich tot vormgevers van talrijke spectaculaire taferelen, met pyrotechnische effecten en naaktheid als vaste ingrediënten. Lutz werd hun producer, en ondersteunde ook andere acts. In 1997 maakten ze een tournee door Duitsland.
Naast het seksuele element is Umbra et Imago bijzonder maatschappijkritisch: hun teksten zitten vol sarcasme, laconieke galgenhumor en zelfspot. Nummers als 'Alles schwarz', 'Kein Gott und keine Liebe' en 'TV macht krank' klagen op barse wijze hypocrisie, kleingeestigheid en stompzinnigheid aan. De verregaande ironie lijkt echter zowel gothic-geëngageerd te zijn als tezelfdertijd relativerend.

## Discografie
- 1992 Träume, Sex und Tod
- 1993 Infantile Spiele
- 1994 Remember Dito
- 1995 Gedanken eines Vampirs
- 1996 Sex statt Krieg
- 1996 Mystica Sexualis
- 1997 Kein Gott und keine Liebe
- 1997 The hard years — live
- 1998 Machina Mundi
- 1999 Weinst du? (met Tanzwut)
- 2000 Mea Culpa
- 2001 Feuer und Licht
- 2001 Dunkle Energie
- 2004 Memento Mori
- 2005 Motus Animi
- 2006 Imago Picta
- 2007 The hard years II
- 2010 Opus Magnus